# Carsten Daerr

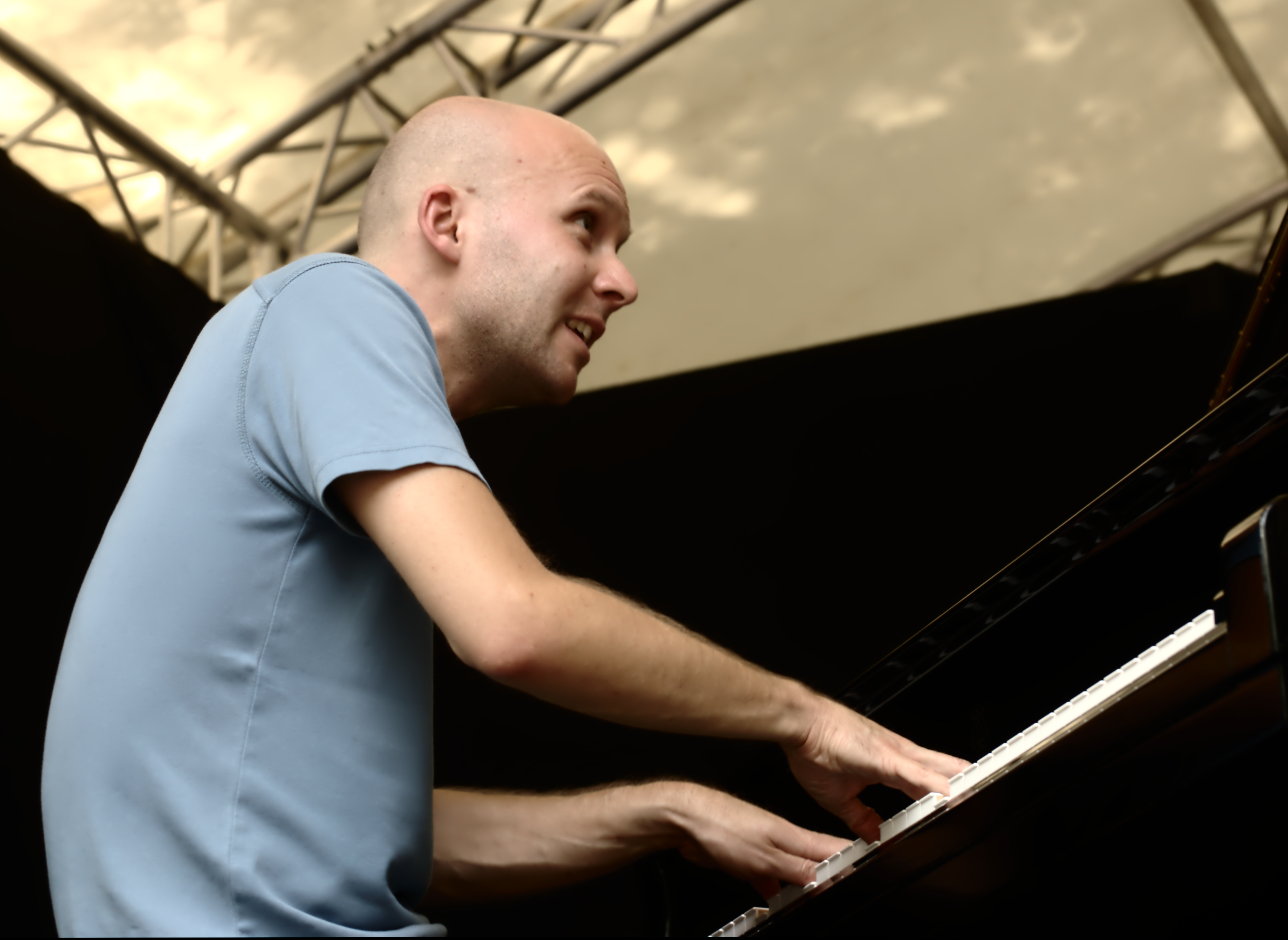
Carsten Daerr mit seinem Trio im Garten des Liebieghauses in Frankfurt am Main am 14. August 2011

Carsten Daerr (* 16. September 1975 in Berlin) ist ein deutscher Jazzpianist.

## Leben und Wirken
Daerr hatte von 1982 bis 1995 klassischen Klavierunterricht. Zwischen 1988 und 1991 erhielt er mehrere erste Preise beim Wettbewerb Schüler komponieren. Von 1996 bis 2002 studierte er an der Universität der Künste Berlin Jazzklavier bei Kirk Nurock und Hubert Nuss und Komposition bei James Knapp und Maria Schneider.
Seit 1998 arbeitet er in eigenen Bandprojekten, u. a. in der Gruppe Tuomi (mit Carlos Bica und Kristiina Tuomi), dem Carsten Daerr Trio (mit Oliver Potratz und Eric Schaefer), dem Marc Wyand Quartett und im Duo mit dem Trompeter Sven Klammer. Als Sideman trat er mit Musikern wie Ed Schuller, Mack Goldsbury, Owen Howard und Bobby McFerrin auf. Als Komponist ist er im Bereich der Neuen Musik aktiv.

## Diskographie
- Purplecoolcarsleep, Carsten Daerr Trio, 2003
- Bantha Food, Carsten Daerr Trio, 2005
- Friedmann Matzeit/Carsten Daerr: September, 2006
- Berlin Calling mit Daniel Erdmann, 2007
- Insomniac Wonderworld, Carsten Daerr Trio, 2007
- Wide Angle, Carsten Daerr Trio, 2010